# Linea Capital Airport Express
La linea Capital Airport Express (in cinese 北京地铁首都机场线S, Běijīng dìtiě Shǒudū jīchǎng xiànP), anche conosciuta come Aeroporto Express o ABC Aeroporto Express, abbreviazione per Aeroporto Beijing City, precedentemente denominata Linea Aeroporto, è una linea attiva della metropolitana di Pechino.
Inaugurata il 19 luglio 2008 in occasione dei Giochi della XXIX Olimpiade tenutisi a Pechino, e gestita dalla Beijing Mass Transit Railway Operation, la linea collega la città di Pechino, dalla stazione di Beixinqiao collocata nel distretto di Dongcheng, con l'Aeroporto di Pechino-Capitale. Composta da 5 stazioni, la linea Capital Airport Express si snoda lungo un percorso di circa 30 km che impiega circa 40 minuti per percorrere tutta la tratta, ad una velocità media di 90 km/h. La linea è rappresentata dal colore grigio violaceo.

## Storia

### Fase I
Il progetto iniziale prevedeva di costruire la linea Capital Airport Express partendo da una diramazione della linea 13 dalla stazione di Wangjingxi, presso la quale per tale scopo era stata preventivamente costruita una doppia banchina centrale, con l'ipotesi di realizzare un treno maglev simile al Transrapid di Shanghai. In seguito, dopo svariate analisi del progetto, si è optato per la realizzazione di un treno a motore lineare.
Il percorso progettato alle origini, per consentire di raggiungere l'aeroporto e il centro città nel minor tempo possibile,  prevedeva un collegamento diretto dalla stazione di Dongzhimen fino all'aeroporto di Pechino-Capitale. Tuttavia, per consentire un maggior accesso alla linea e permettere ulteriori interscambi con altre linee del sistema metropolitano di Pechino, è stata aggiunta la stazione intermedia di Sanyuanqiao, che prevede anche un interscambio con la linea 10.
I lavori di realizzazione della linea Capital Airport Express sono stati avviati ufficialmente il 14 giugno 2005, iniziando dalla stazione di Dongzhimen. Nel marzo 2006 il gestore della linea ha firmato un accordo con la CRRC Changchun Railway Vehicles per la fornitura di treni a motore lineare. Nel marzo 2007 è iniziata la posa dei binari, conclusasi nel novembre dello stesso anno. La fase di pre esercizio della linea è stata avviata nell'aprile 2008 e più avanti, a luglio dello stesso anno, la linea è stata inaugurata. L'inaugurazione è avvenuta poche settimane prima della cerimonia d'apertura dei Giochi Olimpici 2008 tenutisi a Pechino, riuscendo a mantenere la promessa di collegare l'aeroporto di Pechino con la città in vista della gran mole di turisti prevista. Solamente nel 2008 la linea ha trasportato 2,17 milioni di passeggeri.

### Estensione della linea
Alla fine del 2015 sono stati avviati i lavori di costruzione dell'estensione ovest della linea Capital Airport Express, prevedendo una ulteriore stazione a Beixinqiao, nel distretto di Dongcheng, permettendo anche l'interscambio con la linea 5. Il prolungamento ha previsto la realizzazione di un tunnel sotterraneo per ulteriori 1822 metri. Il tunnel di collegamento tra Dongzhimen e Beixinqiao è stato ultimato nel giugno 2021 e l'apertura al pubblico è avvenuta il 31 dicembre 2021, rendendo Beixinqiao il nuovo capolinea della linea.
| Segmento                           | Inaugurazione    | Lunghezza | Stazione/i | Nome             |
| ---------------------------------- | ---------------- | --------- | ---------- | ---------------- |
| Dongzhimen — Terminal 3/Terminal 2 | 19 luglio 2008   | 28,1 km   | 4          | Fase I           |
| Dongzhimen — Beixinqiao            | 31 dicembre 2021 | 1,8 km    | 1          | Estensione Ovest |

### Ridenominazione
Il 26 settembre 2019 viene inaugurata la seconda linea aeroportuale, la Daxing Airport Express, a supporto del nuovo Aeroporto Internazionale di Pechino-Daxing. Al fine di evitare di creare confusione tra le due linee, la linea a supporto dell'Aeroporto di Pechino-Capitale è stata rinominata da Linea Aeroporto (机场线, Jīchǎng xiàn) al nome attualmente in uso, ovvero Linea Capital Airport Express.

## Tragitto
La linea Capital Airport Express ha una lunghezza totale di 30,2 metri, dei quali 10,78 sotterranei, 3,9 metri in superficie e 15,75 sopraelevati. La stazione segue un percorso sud-ovest-nordest, partendo dalla stazione di Beixinqiao, situata all'interno del secondo anello di Pechino. Nella stazione di Beixinqiao i passeggeri possono anche cambiare con la linea 5. La tratta prosegue poi lungo Dongzhimen Outer Road, per giungere alla stazione di Dongzhimen, che funge anche da interscambio con la linea 2 e 13. La metropolitana si dirige poi in direzione terzo anello, fino alla stazione di Sanyuanqiao, ultima stazione prima dell'aeroporto che consente anche uno scambio con la linea 10. Dalla stazione di Sanyuanqiao il percorso gradualmente prosegue verso la periferia di Pechino, per uscire anche in superficie e diventare poi sopraelevato in concomitanza dell'autostrada per l'aeroporto, che segue parallelamente fino ai Terminal 2 e 3 dell'Aeroporto di Pechino-Capitale. La direzione di marcia avviene come segue: Beixinqiao — Dongzhimen — Sanyuanqiao — Terminal 3 — Terminal 2 — Sanyuanqiao — Dongzhimen — Beixinqiao.

## Servizio e tariffazione
Dalla stazione di Beixinqiao il primo treno che collega la città con il Terminal 2 dell'Aeroporto di Pechino-Capitale parte alle ore 5:56 e effettua l'ultima corsa alle 22:26. In direzione opposta, dal Terminal 2 alla stazione di Beixinqiao, la linea è attiva dalle 6:36 fino alle 23:10. Per percorrere l'intera linea sono necessari circa 40 minuti; dalla stazione di Dongzhimen al Terminal 3 sono richiesti circa 25 minuti, 30 se si vuole arrivare al Terminal 2. La frequenza si attesa intorno ai 10 minuti a corsa, valore che si abbassa a circa 8 minuti durante le ore di punta.
È prevista una tariffazione fissa per l'utilizzo della linea, con un biglietto di sola andata che ha un costo di 25RMB. Il biglietto non vale per il trasferimento con le altre linee, in quanto nelle stazioni in cui sono previsti interscambi sono stati installati appositi tornelli d'uscita. Per utilizzare le linee di interscambio, quindi, è necessario acquistare un biglietto separato.

## Percorso e stazioni

### Percorso
| Urban head station in tunnel | Airport |  |

|  | Unknown route-map component "utSTRe" |  | Urban head station | Airport |

| Unknown route-map component "uhSTRa" |  | Unknown route-map component "uhSTRa" |

| Unknown route-map component "uhABZgl" | Unknown route-map component "uhSTRgq" | Unknown route-map component "uhABZgr" |

| Unknown route-map component "uhSTRf" | Unknown route-map component "uKDSTa" | Unknown route-map component "uhSTRg" |

| Unknown route-map component "uhSTRf" | Unknown route-map component "uhSTRa" | Unknown route-map component "uhSTRg" |

| Unknown route-map component "uhSTRf" | Unknown route-map component "uhKRWg+l" | Unknown route-map component "uhKRWr" |

| Unknown route-map component "uhKRWl" | Unknown route-map component "uhKRWg+r" |  |

| Transverse water | Unknown route-map component "uhKRZW" | Transverse water |

| Unknown route-map component "uhtSTRa" |

| Unknown route-map component "uhtSTRe" |

| Unknown route-map component "extCONTgq" | Unknown route-map component "uemhKRZt" | Unknown route-map component "extCONTfq" |

| Transverse water | Unknown route-map component "uhKRZWe" | Transverse water |

| Unknown route-map component "CONTgq" | Waterway under railway bridge | Unknown route-map component "CONTfq" |

| Unknown route-map component "utSTRa" |

| Unknown route-map component "uhtSTRe" |

| Unknown route-map component "utCONTgq" | Unknown route-map component "uhKRZt" | Unknown route-map component "utCONTfq" |

| Transverse water | Unknown route-map component "uhKRZWe" | Transverse water |

|  |  | Unknown route-map component "utSTRa" |  | Unknown route-map component "utCONTg" |

|  | Unknown route-map component "utCONTgq" | Unknown route-map component "utKRZt" | Unknown route-map component "utSTR+r" | Urban tunnel straight track |

|  |  | Urban tunnel station on track + Unknown route-map component "HUBaq" | Urban tunnel station on track + Unknown route-map component "HUBq" | Urban tunnel station on track + Unknown route-map component "HUBeq" |

|  | Unknown route-map component "utCONTgq" | Unknown route-map component "utKRZt" | Unknown route-map component "utKRZt" | Unknown route-map component "utSTRr" |

|  |  | Urban tunnel straight track | Unknown route-map component "utSTRl" | Unknown route-map component "utCONTfq" |

| Transverse water | Unknown route-map component "utKRZW" | Transverse water |

|  | Urban tunnel station on track + Unknown route-map component "HUBaq" | Unknown route-map component "HUBlg" |

| Unknown route-map component "utCONTgq" | Unknown route-map component "utKRZt" | Unknown route-map component "utKBHFeq" + Unknown route-map component "HUB" |

|  | Unknown route-map component "utCONTgq" | Unknown route-map component "utKRZt" | Unknown route-map component "utBHFq" + Unknown route-map component "HUBe" | Unknown route-map component "utCONTfq" |

|  | Unknown route-map component "utCONTgq" | Unknown route-map component "utKRZt" | Unknown route-map component "utBHFq" + Unknown route-map component "HUBa" | Unknown route-map component "utCONTfq" |

|  | Urban End station in tunnel + Unknown route-map component "HUBaq" | Unknown route-map component "HUBrf" |

### Stazioni
|             | Nome stazione                | Nome in cinese, pinyin | Percorrenza (ore) | Distanza (km) | Interscambi |
| ----------- | ---------------------------- | ---------------------- | ----------------- | ------------- | ----------- |
| Beixinqiao  | 北新桥 Běixīnqiáo            | 0:00                   | 0,0               |               |             |
| Dongzhimen  | 东直门 Dōngzhímén            | 0:02                   | 1,62              |               |             |
| Sanyuanqiao | 三元桥 Sānyuánqiáo           | 0:06                   | 4,64              |               |             |
| Terminal 3  | 3号航站楼 Sānhào hángzhànlóu | 0:31                   | 22,96             |               |             |
| Terminal 2  | 2号航站楼 Èrhào hángzhànlóu  | 0:40                   | 30,20             |               |             |

## Materiale rotabile
| Modello | Imagine | Produttore                                                | Anno costruzione | Quantità in servizio | Numeri flotta        | Deposito |
| ------- | ------- | --------------------------------------------------------- | ---------------- | -------------------- | -------------------- | -------- |
| QKZ5    |         | CRRC Changchun Railway Vehicles Bombardier Transportation | 2007             | 10 (2007)            | L1 101–L1 110 (2007) | Tianzhu  |
| CCD3004 |         | CRRC Changchun Railway Vehicles                           | 2021             | 5 (2022)             | L1 111–L1 115 (2021) | Tianzhu  |